# Megadontomys
Megadontomys és un gènere de rosegadors de la família dels cricètids. Aquests rosegadors tenen una llargada total d'entre 30 i 35 cm, de la qual entre 15 i 19 cm corresponen a la cua, i un pes d'entre 60 i 110 grams. El pelatge és de color marró groguenc o marró a la part superior, mentre que el ventre i els peus son de color blanc.
Megadontomys només viu al centre i sud de Mèxic. El seu hàbitat natural són els boscos humits fins a una altitud de 2.600 metres. S'alimenta sobretot de baies i altres fruites.